# Lee Santana

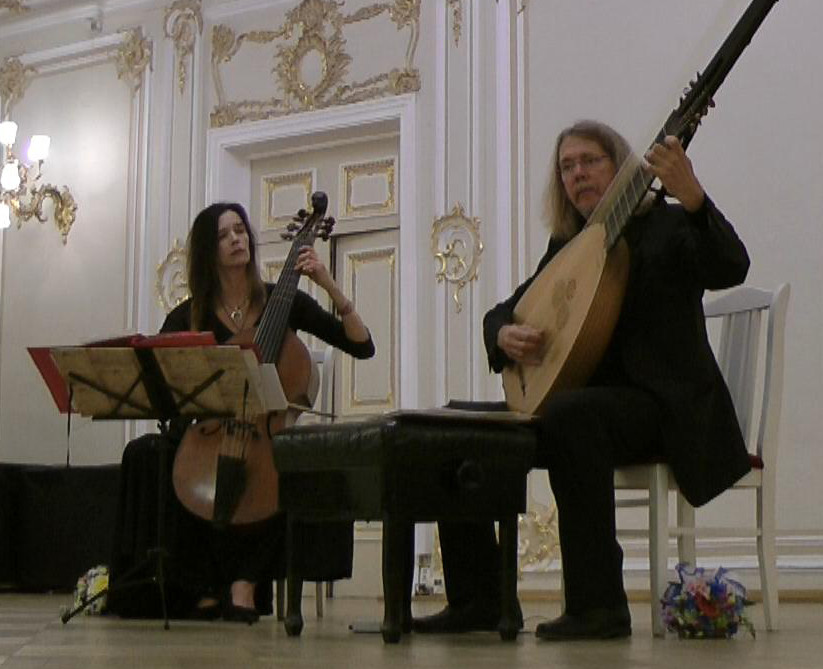
Hille Perl und Lee Santana, 2014

Lee Santana (* 1959 in Florida) ist ein US-amerikanischer Lautenist und Komponist. Er lebt und arbeitet seit 1984 in Deutschland. 

## Leben

### Ausbildung
Nachdem er als Kind und Jugendlicher Rock- und Jazzgitarre gespielt hatte, widmete sich Lee Santana als Student der klassischen Gitarre. Zunehmend faszinierten ihn alte Musik und historische Instrumente, insbesondere die Laute. Er konzentrierte sich bei seinem Studium am Emerson College (Longy School of Music) in Boston, Massachusetts, deshalb auf historische Aufführungspraxis und Alte Musik. Das Lautenspiel studierte er bei Patrick O’Brien und Stephen Stubbs, Komposition bei Richard Cornell. 

### Künstlerisches Wirken
1984 kam er nach Deutschland, wo er seither als freiberuflicher Lautenist und Komponist lebt. Lee Santana konzertiert mit dem Ensemble The Harp Consort, dem Freiburger Barockorchester, mit dem Blockflötisten Maurice Steger und mit seiner Ehefrau, der Gambistin Hille Perl, als Duo oder in der Formation Los Otros.

### Veröffentlichungen
2001 erschien eine CD mit Kompositionen für Laute und Gambe von Lee Santana unter dem Titel „The Star and the Sea“ auf dem Label Carpe Diem Records. 2008 folgte beim gleichen Label eine weitere CD, „Cradle of Conceits“, mit Musik für Laute, Cister und Bandora von Anthony Holborne. Bei Sony erschienen 2010 die CD Philippo Martino, lautentrios und im Jahre 2011 die Solo-CD Pentagram, mit Werken von Lee Santana, Joh. Seb. Bach und Nicholas Vallet. Mit der Sopranistin Dorothee Mields und der Gambistin Hille Perl erschienen im Jahre 2009 die CD 'In darkness let mee dwell' mit Werken von John Dowland und im Jahr 2010 die CD 'Loves Alchymie', für die das Trio den Echo-Klassik-Preis erhielt. Im November 2011 erschien die CD 'Verleih uns Frieden gnädiglich' mit dem Ensemble SIRIUS VIOLS und der Sopranistin Anna Maria Friman.

### Sonstiges
Lee Santana, eigentlich Linkshänder, spielt die Laute wie ein Rechtshänder.